# Pueblo maltés
El pueblo maltés (en maltés: Maltin) es un grupo étnico originario del archipiélago de Malta que habla el idioma maltés, una lengua semítica con un importante superestrato romance, y comparte una historia y cultura maltesas comunes, caracterizadas por el catolicismo romano, que sigue siendo la religión oficial. Malta, un país insular en el mar Mediterráneo, a medio camino entre Italia y Túnez, es un archipiélago que también incluye a la isla del mismo nombre, la cual es la más grande y la más poblada, junto con las islas de Gozo (en maltés: Għawdex) y Comino (en maltés: Kemmuna); los habitantes de Gozo, los gozitanos (en maltés: Għawdxin), se consideran un subgrupo de los malteses.